# Црвена краљица
„Црвена краљица“ је југословенски филм из 1981. године. Режирао га је Мирослав Међиморец, а сценарио је писао Милорад Павић.

## Улоге
| Глумац                  | Улога            |
| ----------------------- | ---------------- |
| Ирфан Менсур            | Петар Којић      |
| Светлана Бојковић       | Магда Михајловић |
| Милан Михаиловић        |                  |
| Тома Јовановић          |                  |
| Предраг Лаковић         |                  |
| Миодраг Лончар          |                  |
| Владислава Милосављевић |                  |
| Снежана Младеновић      |                  |
| Матија Пасти            |                  |
| Миодраг Петровић        | Коста Сарић      |
| Милица Радаковић        |                  |
| Стеван Шалајић          |                  |
| Маринко Шебез           |                  |
| Рената Виги             |                  |